# Ksawerów (gmina)
Pour les articles homonymes, voir Ksawerów.
Ksawerów est une gmina (commune) rurale (gmina wiejska) du powiat de Pabianice, dans la Voïvodie de Łódź, dans le centre de la Pologne.
Son siège administratif (chef-lieu) est le village de Ksawerów, qui se situe environ 4 kilomètres (km) au nord de Pabianice (siège du powiat) et 13 kilomètres au sud de la capitale régionale Łódź (capitale de la voïvodie).
La gmina couvre une superficie de 13,64 km2 pour une population de 7 155 habitants en 2006.

## Géographie
La gmina inclut les villages et localités de :
- Kolonia Wola Zaradzyńska
- Ksawerów
- Nowa Gadka
- Wola Zaradzyńska

### Gminy voisines
La gmina de Ksawerów est voisine de:

les villes de :
- Łódź
- Pabianice

et la gmina de:
- Rzgów

## Administration
De 1975 à 1998, le village était attaché administrativement à l'ancienne voïvodie de Łódź.

Depuis 1999, il fait partie de la nouvelle voïvodie de Łódź.

## Structure du terrain
D'après les données de 2007, la superficie de la commune de Ksawerów est de 13,64 kilomètres carrés, répartis comme telle :
- terres agricoles : 74 %
- forêts : 14 %

La commune représente 2,77 % de la superficie du powiat.

## Démographie
Données du 31 décembre 2007 :
| Description        | Total  | Total | Femmes | Femmes | Hommes | Hommes |
| ------------------ | ------ | ----- | ------ | ------ | ------ | ------ |
| Unité              | Nombre | %     | Nombre | %      | Nombre | %      |
| Population         | 7 222  | 100   | 3 806  | 52,7   | 3 416  | 47,3   |
| Densité (hab./km²) | 529    | 529   | 279    | 279    | 250    | 250    |